# Міртазапін
Міртазапін (англ. Mirtazapine, лат. Mirtazapinum) — синтетичний лікарський засіб, що належить до групи чотирициклічних антидепресантів, що застосовується перорально. Міртазапін розроблений у лабораторії нідерландської компанії «Organon» під торговою назвою «Ремерон», та застосовується у клінічній практиці з 1994 року.

## Фармакологічні властивості
Міртазапін — лікарський засіб, що належить до групи чотирициклічних антидепресантів. Механізм дії препарату відрізняється від механізму дії інших антидепресантів, та полягає у блокуванні серотонінових рецепторів 5-НТ2 і 5-НТ3, а також у блокуванні альфа-2-адренорецепторів. Міртазапін також блокує гістамінові H1-рецептори та незначно блокує м-холірецептори. Одночасно міртазапін стимулює серотонінові рецептори 5-НТ-1, що сприяє анксіолітичній та антидепресивній дії серотоніну. На відміну від більшості антидепресантів, міртазапін не інгібує зворотнього захоплення серотоніну, норадреналіну та дофаміну. Характерною особливістю міртазапіну є те, що він є сумішшю двох енантіомерів, причому S(+)-енантіомер блокує α2- і 5-НТ2-рецептори, а R(-)-енантіомер блокує 5-НТ3-рецептори, завдяки чому в антидепресивній активності препарату беруть участь обидва енантіомери. Міртазапін застосовується при тривожно-депресивних розладах, особливо у хворих із вираженою ажитацією, тривогою та порушенням сну; міртазапін також ефективний у випадках важкої депресії, а також у випадках депресії, яка резистентна до комбінованого лікування трициклічними антидепресантами та селективними інгібіторами зворотного захоплення серотоніну. Міртазапін ефективний також при ангедонічних, астено-адинамічних, апатичних, деперсоналізаційних депресіях. Препарат також застосовується при соматогенних депресіях при супутніх захворюваннях внутрішніх органів. Міртазапін також застосовують для лікування фіброміалгії, щоправда ефективність міртазапіна при цьому захворюванні є невисокою. Препарат ефективний при застосуванні при статевих розладах, зокрема зниженні лібідо, відсутності оргазму, пришвидшеній еякуляції. Препарат має також помірну седативну дію. При застосуванні міртазапіну спостерігається незначна кількість побічних ефектів, зокрема, на відміну від трициклічних антидепресантів, при його застосуванні дуже рідко спостерігаються побічні явища з боку серцево-судинної системи, при його застосуванні значно рідше спостерігаються побічні явища, пов'язані з м-холінолітичною дією (сухість у роті, диспепсія), рідше спостерігаються і явища серотонінового синдрому.

### Фармакокінетика
Міртазапін швидко й добре всмоктується після перорального застосування, біодоступність препарату становить 50 %. Максимальна концентація міртазапіну в крові досягається протягом 2 годин після прийому препарату. Міртазапін добре (на 85 %) зв'язується з білками плазми крові. Міртазапін проникає через гематоенцефалічний бар'єр, через плацентарний бар'єр, даних за виділення в грудне молоко людини немає. Метаболізується препарат у печінці з утворенням спочатку активного, а пізніше неактивних метаболітів. Виводиться міртазапін із організму у вигляді метаболітів переважно із сечею (75 %), частково із калом (15 %). Період напіввиведення препарату становить 20-40 годин, при печінковій або нирковій недостатності цей час може збільшуватися.

## Покази до застосування
Міртазапін застосовують при депресіях різного ступеня важкості, у тому числі з безсонням, ангедонією, зниженням маси тіла, загальмованістю, суїцидальними думками.

## Побічна дія
При застосуванні міртазапіну спостерігається менша кількість побічних ефектів, ніж при застосуванні трициклічних антидепресантів, зокрема при його застосуванні дуже рідко спостерігаються побічні явища з боку серцево-судинної системи, також при його застосуванні значно рідше спостерігаються побічні явища, пов'язані з м-холінолітичною дією (сухість у роті, диспепсія), рідше спостерігаються і явища серотонінового синдрому. Найчастішими побічними ефектами препарату є сонливість, збільшення маси тіла та підвищення апетиту, сухість у роті, біль у м'язах, запаморочення. Іншими побічними ефектами препарату є:
- Алергічні реакції — шкірний висип, еритема шкіри, кропив'янка, синдром Стівенса-Джонсона, синдром Лаєлла, грипоподібний синдром, набряк слизової оболонки ротової порожнини та зниження чутливості в ротовій порожнині.
- З боку травної системи — нудота, блювання, діарея або запор, біль у животі, панкреатит.
- З боку нервової системи — підвищена стомлюваність, загальна слабкість, головний біль, неспокій, дезорієнтація, збудження, деперсоналізація, галюцинації, тремор, парестезії, нічні кошмари, манія, втрата свідомості, синдром неспокійних ніг, судоми.
- З боку серцево-судинної системи — ортостатична гіпотензія.
- З боку ендокринної системи — зниження потенції, порушення менструального циклу, порушення секреції антидіуретичного гормону.
- Зміни в лабораторних аналізах — лейкопенія, агранулоцитоз, тромбоцитопенія, еозинофілія, нейтропенія, гранулоцитопенія, апластична анемія.

## Протипокази
Міртазапін протипоказаний при підвищеній чутливості до препарату, одночасному лікуванні інгібіторами моноамінооксидази, печінковій або нирковій недостатності, вагітності та годуванні грудьми, у дитячому віці.

## Форми випуску
Міртазапін випускається у вигляді таблеток по 0,015; 0,03 і 0,045 г.